# Zara Yaqob
Pour l’article ayant un titre homophone, voir Zera Yacob.
 (octobre 2019).
Si vous disposez d'ouvrages ou d'articles de référence ou si vous connaissez des sites web de qualité traitant du thème abordé ici, merci de compléter l'article en donnant les références utiles à sa vérifiabilité et en les liant à la section « Notes et références ».
Zara Yakob (Guèze ዘርአ:ያዕቆብ  Zarʿa Yāʿkōb « Semence de Jacob », Amharique Zer'a Yā'iqōb), nom de règne Kuestantinos (Ge'ez ቊስጠንጢኖስ Qʷistāntīnōs Constantin Ier) né en 1399, était Négus d’Éthiopie de 1434 à 1468. 

## Origine
Quatrième fils de David Ier d'Éthiopie il succéda à ses trois frères et à ses trois neveux après avoir passé 20 ans à l'amba de Guerchén où depuis le XIIIe siècle il était d'usage de reléguer ceux qui auraient pu prétendre à la succession impériale. De là son caractère mystique et un peu sombre et son goût pour les controverses religieuses.

## Règne
Zara Yaqob porte à son apogée l’Éthiopie médiévale. Son règne est marqué par des répressions impitoyables contre les hérétiques stéphanites et contre les innombrables comploteurs qui cherchent à l’abattre. Il n’épargne même pas sa famille et ses enfants. Dès le début de son règne, Zara Yacoub se rend à Aksoum pour y être couronné. Pendant son voyage de retour, il fonde plusieurs églises et quelques monastères. Il fait creuser un port sur la mer Rouge.
Zara Yacoub envoie plusieurs ambassades en Occident. Des religieux éthiopiens de Jérusalem participent au concile de Florence où ils sont reçus solennellement par le Pape Eugène IV (1439-1441). Afin de réaliser l’union des chrétiens contre l’Islam, le roi Alphonse V d'Aragon échange des lettres avec le souverain éthiopien.
En 1441, Zara Yacoub fonde le monastère de Debre Metmaq dans sa résidence du Tégoulet (Choa), en lui donnant le nom du couvent d’Égypte dont il vient d’apprendre la destruction. Il établit peu après sa capitale et son palais plus au sud, dans le pays de Debre Berhan (Abbaye de lumière).
Il bat le sultan d’Ifat, mettant fin aux luttes entre chrétiens et musulmans en Éthiopie : les Oualashma, chassés par les prédécesseurs de Zara Yacoub, ont créé un nouvel État musulman, l’Adal, dont la capitale est Dakar, un peu au sud-est de Harar. Le sultan de l’Adal, Badlaï, envahit le Daouaro en 1445, mais est aussitôt défait et tué par Zara Yacoub, ce qui assure la paix.
La paix venue, Zara Yacoub consacre son temps à la propagation du christianisme, qu’il impose par la force aux païens du Godjam et du Damot, et à la réforme de la religion chez la population déjà chrétienne. Il prescrit les tatouages qui, sur le front et sur les bras, professent la croyance en la Trinité en même temps que la renonciation au démon. Il lutte contre les pratiques de magie, codifie les fêtes obligatoires et les jeûnes. Il ordonne le respect du samedi, ou sabbat, ce qui est taxé de « judaïsme » et entraîne une révolte des moines de Debra-Libanos. Les opposants sont punis sans pitié. Il combat les hérésies, organise des controverses théologiques auxquelles il prend part dans ses écrits : le Matshafa Berhan (Livre de la Lumière), recueil de préceptes concernant la discipline chrétienne, le Matshafa Milad, contre les Juifs et les hérétiques Stéphanites.
L'empereur Zara Yacoub avait épousé la fille de Mahiko le chef musulman de l'état vassal de Hadiya qui est baptisée sous le nom d'Eléni; Il meurt en 1468, âgé de 69 ans à Debra-Berhân., Il est inhumé au lac Tana, dans l’église monastique de l’île de Dak. Il laisse un empire qui s’étend du Baraca et de Massaoua jusqu’à l’Ifat, au Fatajar, à Bali. Il a assujetti le sultan du Hadiya et conservé les États du Sidamo, conquis jusqu’au Ouollamo par Yéshaq. Son fils Baéda-Maryam Ier lui succède (1468-1478).

## Œuvre littéraire
On lui attribue une vingtaine d'« homélies » dont certaines sont de fait des textes très longs, comme le Matshafa Berhan (Livre de la Lumière), le Matshafa Milad (Livre de la nativité), le Matshafa Sellasse (Livre de la Trinité), le Matshafa Bahrey (Livre de l'essence) ou l'Épître de l'humanité. Ces textes religieux étaient destinés à être lus à l'assemblée des fidèles lors des offices : ils informaient la société éthiopienne des décisions de l'empereur en matière de religion. Il favorisa notamment la dévotion à la Vierge Marie, et rendit obligatoire pour toute l'Église l'observance du double sabbat au concile de Debre Metmaq en 1450.

## Culture populaire
Zara Yacoub est le dirigeant des "Éthiopiens" dans le jeu vidéo Civilization IV.